# Sylvia Serbin
Sylvia Serbin est une journaliste, historienne et autrice française d'origine afro-antillaise.

## Formation
Née et ayant grandi au Sénégal, Sylvia Serbin a aussi vécu en France et en Côte d'Ivoire.
Elle a effectué ses études supérieures à Paris, où elle a suivi un double cursus en journalisme et en Histoire. Elle a obtenu une maîtrise d'histoire.
En 2001, Sylvia Serbin devient conseillère municipale de la ville de Fontenay-le-Fleury.
Elle participe à partir de 1975 à l'écriture de séries historiques pour la radio et la presse écrite. Elle a également rédigé une contribution à la rédaction du 8ème volume du projet Histoire générale de l'Afrique (HGA) de l'UNESCO. Elle a en outre collaboré à un programme d'e-learning réalisé par l'UNESCO sur des figures féminines de l’histoire africaine.
Son premier ouvrage, Reines d'Afrique et héroïnes de la diaspora noire, initialement publié en 2004, a été constamment réédité depuis 18 ans. Une nouvelle version mise à jour et enrichie de personnages supplémentaires est sortie en 2023 aux éditions MedouNeter à Paris. Ce livre met à l'honneur 25 figures féminines qui ont marqué l'histoire de l'Afrique, de l'Antiquité au début du 20e siècle, ainsi que des résistantes noires à l'esclavage, originaires des Antilles et des États-Unis .

## Publications
- Sylvia Serbin, Reines d'Afrique, Sepia, 8 janvier 2016, 312 p. (ISBN 978-2-84280-082-6) / MedouNeter, mai 2023, 370 p.  (ISBN 978-2-37458-019-7)
- Sylvia Serbin, « Les femmes actrices de développement : une question de reconnaissance », Présence Africaine,‎ 2007, p. 703 à 706 (lire en ligne)
- Sylvia Serbin, "The women soldiers of Dahomey", Collins & UNESCO Publishing, 2015, collectif. Unesco  (ISBN 978-92-3-100115-4)    /                Harper Collins  (ISBN 978-0-00-814936-9)
- Sylvia Serbin, "Njinga Mbandi, Queen of Ndongo and Matamba", Collins & UNESCO Publishing, collectif. Unesco  (ISBN 978-92-3-100114-7)   /    Harper Collins  (ISBN 978-0-00-814937-6)
- Sylvia Serbin, "Femmes africaines, Panafricanisme et Renaissance africaine", 2015, collectif, Éditions UNESCO.  (ISBN 978-92-3-200078-1)
- Sylvia Serbin, "African women, Pan-Africanism and African Renaissance", 2015, collectif, UNESCO Publishing.  (ISBN 978-92-3-100130-7)
- Sylvia Serbin, "Ndaté Yalla Mbodj, une reine sénégalaise au temps des invasions européennes", MedouNeter, novembre 2021.  (ISBN 978-2-37458-017-3)
- Sylvia Serbin, "Dans l'empire du Mali à l'époque de la reine KASSA", MedouNeter, 1er novembre 2022.  (ISBN 978-2-37458-020-3)